# Peirol
Peirol o Peiròl (in francese peʁɔl, in catalano pejrɔl; (1160 circa – 1220/1230) è stato un trovatore alverniate (fl. 1188–1222/1225,), che scrisse in massima parte cansos d'amor cortese nel tardo XII e inizio XIII secolo.
Sono trentaquattro le poesie sopravvissute scritte in occitano attribuite a lui; di queste, diciassette (sedici delle quali canzoni d'amore) hanno conservato le melodie. Talvolta viene chiamato Peirol d'Auvergne o Peiròl d'Auvèrnha, ed erroneamente Pierol.

## Biografia
Non molto della sua vita ci è noto, e ogni tentativo di determinare la sua biografia da una lettura delle sue poesie è fortemente rigettato dalla maggior parte degli studiosi.
La nascita di Peirol è comunemente stimata intorno al 1160. il suo nome può aver tratto origine dal villaggio di Pérols nel Prondines, Puy-de-Dôme, "ai piedi del" (al pe de) castello di Rochefort-Montagne (Rocafort). Un'altra cittadina candidata per la sua nascita è Pérol nell'attuale Riom-es-Montagnes. La sua patria si trovava perciò en la contrada del Dalfin: nella regione del Delfinato d'Alvernia.
Peirol era dapprincipio un cavaliere povero, descritto come "cortese e di bell'aspetto" dall'autore della sua vida (biografia) del tardo secolo XIII. Prestava servizio alla corte di Dalfi d'Alvernha, e aveva una relazione sentimentale con la sorella di questi, chiamata Salh (o Sail) de Claustra (che significa "fuggita dal convento"), moglie di Béraut III de Mercoeur, e scrisse molte canzoni per questa "domna" (signora). Intanto Dalfi aveva portato sua sorella alla sua corte per Peirol, aiutatondolo a venire incontro ai gusti di lei nei suoi componimenti, ma alla fine Dalfi diventa geloso dell'attenzione che sua sorella riservava a Peirol e, in parte a causa della sconvenienza, licenzia Peirol, che così non riesce a sostentarsi [soltanto con il mestiere di] uomo d'arme. Il suo biografo ci dice che...
Peirol è conosciuto per essere stato suonatore di viola e cantante da un riferimento in una tornada di Albertet de Sestaro. Dopo essere ritornato da un pellegrinaggio a Gerusalemme nel 1222 o più tardi, Peirol potrebbe essere morto a Montpellier tra il 1220 e il 1230.

## Amor cortese
I lavori di Peirol, semplici e metafici, basati su concetti familiari di cortesia, mancano di originalità. Essi sono in massima parte caratterizzati dalla loro astrattezza e mancanza di nomi concreti; gli aggettivi sono raramente sensoriali (correlati alla vista, tatto, ecc.) e non vi sono estesi riferimenti alla natura così come trovata in molti trovatori. L'obiettivo che si celava dietro la sua scrittura era probabilmente economico e cavalleresco — di reputazione, prestigio e onore — piuttosto che emotivo o sentimentale; la sua scrittura è intellettuale e stereotipata. Tra le enunciazioni personali fatte in merito ai suoi lavori, egli esprime una preferenza per il vers piuttosto che per la chansoneta. Tra le sue canzoni d'amore possono distinguersi le frivole "canzoni gaie" (che talvolta avevano almeno le stesse allegre melodie), e le "canzoni più serie", ovvero le "discussioni teoriche sull'amore", scrivendo secondo la tradizione del trobar leu (poesia leggera).
Per Peirol, l'"amante astuto" può "eludere la ridicola vigilanza del marito geloso." Egli rinuncia a una donna più nobile per una di rango inferiore in modo che possa "amare in tutta pace e gioia ed esserne ricambiato". Peirol si avventura anche nella discussione in merito al fatto se sia ammesso amare in una forma pura, elevata, e allo stesso tempo in una bassa come l'amore fisico.
Uno dei componimenti di Peirol, "Mainta gens mi malrazona", sopravvive con una melodia il cui accompagnamento con piano venne scritto (come "Manta gens me mal razona") da E. Bohm. Tra le due melodie pervenuteci, Théodore Gérold ha accertato una certa dissonanza tra musica e testo, e sebbene Switten nega ciò, lei ammette che esse sono in genere malinconiche e non espressive dello stato d'animo dei testi lirici. Entrambi, tuttavia, concordano sul fatto che le sue melodie siano più semplici di quelle dei trovatori contemporanei Folquet de Marselha e Peire Vidal. Esse di solito sono scritte nei modi dorico o misolidio e...
Il troviero, Guiot de Dijon, scrivendo in antico francese, probabilmente ha modellato la sua canzone Chanter m'estuet, coment que me destraigne prendendo spunto dalla canzone di Peirol Si be.m sui loing et entre gent estraigna.
Peirol si dedicò anche all'arte dei sirventes con il "Ren no val hom joves que no.s perjura", in seguito largamente copiata. Questa poesia, che evoca immagini desolate e vivide, oltre a un riferimento prosaico concernente i mercanti, è così insolita per Peirol che la sua autenticità è stata messa in dubbio.

## Canzoni di crociata
Peirol sostiene la terza crociata (1189–1192) e scrive una tenzone, "Quant amors trobet partit" (Quando l'amore scopre che il mio cuore / si era separato dalle sue preoccupazioni), incitando i re d'Europa a fare pace e mandare aiuti al "nobile e valente marchese" Corrado del Monferrato, allora Re di Gerusalemme. Anche se Peirol esprime il desiderio di accompagnare il suo signore, Dalfi d'Alvernha, alla Crociata, alla fine egli viene convinto per amore a non abbandonare la sua signora (domna) facendo notare che "mai con il tuo intervento i turchi e gli arabi sveleranno la Torre di David" e fornendo il consiglio: "ama e canta spesso".
Sembra che Peirol mai fosse andato alla terza crociata, ma alla fine va in pellegrinaggio a Gerusalemme nel 1221 e potrebbe esser stato testimone della capitolazione di Damietta. Egli rimproverava alcune cose all'imperatore Federico II in una canzone di crociata — la sua ultima poesia — intitolata "Pus flum Jordan ai vist e.l monimen". Arrivò fino al punto da prendere in giro l'aquila imperiale (vostr'aigla, qu'en gitet us voutors) elogiando il vittorioso Sultano d'Egitto (Anta y avetz e.l Soudan onramen).
"M'entencio ai tot'en un vers mesa", una delle cansos di Peirol (e non una delle sue canzoni di crociata), è stata utilizzata due volte nel periodo intorno all'ottava crociata (1270) come la base per un contrafactum a sostegno delle crociate. Precedentemente, Ricaut Bonomel, un templare palestinese, aveva scritto un'analisi sarcastica sul futuro della Cristianità in Terrasanta, e alcuni anni dopo, Austorc d'Aurillac, compose un sirventes incitando la conversione all'Islam. Entrambe le poesie erano esercizi di psicologia inversa e tentativi di spronare a ulteriori crociate.

## Opere
Le trentaquattro poesie sopravvissute che costituiscono l'opera completa di Peirol hanno per titolo il loro primo verso.
Le cansos (in ordine alfabetico)
- "Ab gran joi mou maintas vetz e comenssa"
- "Atressi co.l signes fai"
- "Be.m cujava que no chantes oguan"
- "Ben dei chantar puois amors m'o enseigna"
- "Car m'era de Joi lunhatz"
- "Camjat ai mon consirier"
- "Cora qu'amors vuelha"
- "Coras que.m fezes doler"
- "D'eissa la razon qu'ieu suoill"
- "Del sieu tort farai esmenda"
- "D'un bon vers vau pensan com lo fezes"
- "D'un sonet vau pensan"
- "En joi que.m demora"
- "Eu non lausarai ja mon chan"
- "La gran alegransa"
- "Mainta gens mi malrazona"
- "M'entencion ai tot' en un vers mesa"
- "Mout m'entremis de chantar voluntiers"
- "Nuills hom no s'auci tan gen"
- "Per dan que d'amor mi veigna"
- "Pos de mon joi vertadier"
- "Pos entremes me suy de far chansos"
- "Ren no val hom joves que no.s perjura"
- "Si be.m sui loing et entre gent estraigna"
- "Tot mon engeing e mon saber"
- "Tug miei cossir son d'amor e de chan"

Le tenzones (in ordine alfabetico)
- "Dalfi, sabriatz me vos"
(con Dalfi d'Alvernha)
- "Gaucelm, diguatz m'al vostre sen"
(con Gaucelm Faidit)
- "Peirol, com avetz tan estat"
(con Bernart de Ventadorn)
- "Peirol, pois vengutz es vas nos"
(una cobla)
- "Pomairols, dos baros sai"
(con Pomairol, Guionet, e un certo Peire)
- "Pus flum Jordan ai vist e.l monimen"
(con "Dieus", Dio)
- "Quant Amors trobet partit"
(con "Amors", Amore)
- "Senher, qual penriaz vos"
(con un "Senher", Signore)

## Registrazioni moderne
Esistono dozzine di album che documentano almeno una canso di Peirol. Qui di seguito ne riportiamo alcuni, in ordine alfabetico dal nome della poesia. (Se hai abilitato JavaScript, puoi riordinare la tabella cliccando in testa a ogni colonna)
| Poesia                                                      | Registrato da                      | Canzoniere                                         | Anno  |
| ----------------------------------------------------------- | ---------------------------------- | -------------------------------------------------- | ----- |
| "Ab gran joi mou maintas vetz e comenssa" (o "Ab joi")      | Graziella Benini, Walter Benvenuti | Troubadours, Vol. 3 + Courts, Kings, & Troubadours | 1979? |
| "D'eissa la razon qu'ieu suoill" (o "D'elsa la razon")      | I Ciarlatani                       | Codex Manesse                                      | 1996  |
| "D'un sonet vau pensan"                                     | Graziella Benini, Walter Benvenuti | Troubadours, Vol. 3 + Courts, Kings, & Troubadours | 1979? |
| "Mainta gens mi malrazona" (o "Mainta jen me mal razona")   | C. Carbi, R. Monterosso            | Trouvères & Laudes                                 | 1955? |
| "Mainta gens mi malrazona" (o "Manhta gens mi malrazona")   | Gérard Zuchetto, et al.            | Terre de Troubadours ("Terra di Trovatori")        | 1998  |
| "Mainta gens mi malrazona" (o "Manhtas gens")               | Troubadours Art Ensemble           | Troubadours Art Ensemble - Vol. 2                  | 2001  |
| "M'entencion ai tot' en un vers mesa" (o "M'entensio")      | Ensemble Jehan de Channey          | Trouvères et Troubadours                           | 1994  |
| "Per dan que d'amor mi veigna" (o "Per dan")                | Graziella Benini, Walter Benvenuti | Troubadours, Vol. 3 + Courts, Kings, & Troubadours | 1979? |
| "Per dan que d'amor mi veigna" (o "Per dam que d'amor")     | Troubadours Art Ensemble           | Troubadours Art Ensemble - Vol. 2                  | 2001  |
| "Quant Amors trobet partit" (o "Quant Amors trobèt partit") | Clemencic Consort                  | Troubadours                                        | 1977  |
| "Quant Amors trobet partit"                                 | Graziella Benini, Walter Benvenuti | Troubadours, Vol. 3 + Courts, Kings, & Troubadours | 1979? |
| "Quant Amors trobet partit"                                 | Estampie                           | Crusaders in Nomine Domini                         | 1996  |